# أندرياس لانغ
أندرياس لانغ (بالألمانية: Andreas Lang)‏ هو لاعب كرلنغ ألماني، ولد في 26 أبريل 1979 في فيلينغن-شفنينغن في ألمانيا.

## وصلات خارجية
- أندرياس لانغ على موقع الاتحاد الدولي للكرلنغ (الإنجليزية)
- أندرياس لانغ على موقع اللجنة الأولمبية الدولية (الإنجليزية)
- أندرياس لانغ على موقع أوليمبيديا (الإنجليزية)